# Proalinopsis squamipes
Proalinopsis squamipes är en hjuldjursart som beskrevs av Hauer 1935. Proalinopsis squamipes ingår i släktet Proalinopsis och familjen Proalidae. Inga underarter finns listade i Catalogue of Life.